# Lencouacq
 Lencouacq  (en occitano Lencoac) es una población y comuna francesa, situada en la región de Aquitania, departamento de Landas, en el distrito de Mont-de-Marsan y cantón de Roquefort.

## Demografía
| 657 | 581 | 503 | 467 | 439 | 403 |
| Para los censos de 1962 a 1999 la población legal corresponde a la población sin duplicidades (Fuente: INSEE [Consultar]) |     |     |     |     |     |